# Boulevard des Capucines (Monet)
Boulevard des Capucines est le deuxième tableau de Monet sur le thème du Boulevard des Capucines peint en 1873. C'est une huile sur toile de 80 × 60 cm conservée au Musée d'art Nelson-Atkins, à Kansas City (Missouri). Elle porte le numéro 293 dans le catalogue Wildentstein. 
« Il représente un après-midi d’hiver, avec des arbres nus et flous. C'est une vue verticale exécutée par temps de neige, les toits, les rues, les façades sont balayés de rayures blanches, des hommes coiffés de hauts de forme observent la scène depuis le balcon voisin . »
Ce deuxième Boulevard de Capucines   n'est pas celui que Monet choisit de présenter à la Première exposition des peintres impressionnistes du 15 avril au 15 mai,. Il porte le numéro 293 dans le catalogue raisonné établi par Daniel Wildenstein.

## Deux tableaux représentant le Boulevard des Capucines
Cette année-là, du même balcon, Monet a peint deux toiles qui ont les mêmes dimensions inversées : le premier est horizontal, le deuxième vertical. Le premier, Le Boulevard des Capucines huile sur toile 60 × 80 cm, est conservé au Musée des beaux-arts Pouchkine à Moscou. Il porte le numéro 292 dans le catalogue établi par Daniel Wildenstein en 1996.
Ce tableau a été peint depuis le balcon de l'atelier du photographe Nadar, au 35 rue des Capucines,  à l'angle de la rue Daunou et du boulevard des Capucines, qui portera quelques mois plus tard le nom  d' « Anciens Salons Nadar » Manet dira plus tard que Nadar était « bon comme du bon pain. ».
C'était en effet une chance pour le peintre de pouvoir observer de haut l'animation du boulevard des Capucines, avec des personnages qu'il interprète comme de minces notations graphiques.
Le premier Le Boulevard des Capucines  est l'œuvre présentée à la Première exposition des peintres impressionnistes du 15 avril au 15 mai.

## Exposition chez Nadar, une période compliquée
« Monet travaille pendant que se prépare l’exposition chez Nadar, période faste et fiévreuse à la fois, une période où l’artiste est tantôt inquiet tantôt euphorique. C’est l’année des plus grosses ventes de Monet, juste avant que Paul Durand-Ruel n’arrête d’en acheter. Monet rend compte à Pissarro de ses démarches pour recruter des membres de la future coopérative. Il est allé plusieurs fois chez le dessinateur et photographe Carjat qui lui a promis la participation d'Auguste André Lançon. Mais quelques mois après, vers décembre:  Je reviens à Paris où j’ai passé toute la journée à courir pour obtenir les cinq signatures en question et je rentre bredouille.  Chacun a une excuse différente. Lévy le fugitif craint de se compromettre. La Rochenoir ne veut plus se mêler de ces questions-là. Un autre s’effraie de la politisation possible de l’aventure et se retranche derrière son statut d’étranger. C’est très difficile de demander cela à des gens qui ne vous connaissent pas surtout nous autres qui ne sommes pas sympathiques à tous, loin de là. »

## Réception critique
Louis Leroy, journaliste et critique au Charivari, qui vit Le Boulevard des Capucines à l’occasion de la première exposition impressionniste, la tourna en dérision dans un entretien fictif à cause de ces mêmes propriétés :  « C’est vraiment extraordinaire ! Si cela n’est pas une impression, je ne sais pas ce que le mot pourrait bien vouloir me dire. Mais soyez assez aimable pour m’expliquer ce que signifie toutes ces petites taches noires, là en bas. », « Ce sont des passants qui se promènent. »,« Ha. C’est donc ce que je vois quand me promenant sur le boulevard des Capucines. Fichtre »,« Voulez-vous, vous moquez de moi ? »,« Ces mouchetures ont été réalisées de la façon dont on imite le marbre : en faisant des taches comme elles viennent. C’est incroyable, affreux ! C’est à vous donner une attaque d’apoplexie. »,. Mais comme tous les impressionnistes de l'exposition de 1874, Monet n'eut pas des détracteurs. Il y a eu aussi des défenseurs comme  Ernest d'Hervilly qui écrit, dans Le Rappel du 17 avril 1874 « On ne saurait trop encourager cette entreprise hardie, depuis longtemps conseillée par tous les critiques et tous les amateurs ». Jean Prouvais à son tour, le 20 avril dans Le Rappel  dit de l'exposition « qu'il y a là une entreprise audacieuse, qui à ce titre, aurait droit à nos sympathies (...). » Léon de  Lora (pseudonyme de Alexandre Pothey) souligne dans Le Gaulois du 18 avril, « l'intérêt du Déjeuner sur l'herbe de Monet  un déjeuner sur l'herbe peint d'après nature mais où le réalisme n'a rien que de fort attrayant, et une esquisse brillante du Boulevard des Capucines », Jean Prouvais continue de défendre Les Coquelicots de Monet (1873), alors intitulé Promenade dans les blés qui « mêle heureusement les chapeaux fleuris des femmes aux coquelicots rouges des blés », et Jules Castagnary, bien qu'il confonde Manet et Monet ne tarit pas d'éloges sur « les emportements  de main de Mr Monet qui font merveille »  dans Le Siècle. À son tour, Ernest Chesneau, tout en confondant Manet et Monet rend hommage à la fois au déjeuner sur l'herbe et à « l'animation prodigieuse de la voix publique, le fourmillement de la foule sur l'asphalte [...] que Monet a réussi dans Boulevard des Capucines. »

## L'importance de peindre en hauteur
En retraçant les parcours de Monet dans la ville de Paris, Marianne Alphant remarque le peu de goût de l'artiste pour la peinture de rue.
« aucun témoin ne l'a décrit marchant dans les rues, entrant dans un café  de la Nouvelle Athènes [...]. Entre 1867 et 1878, Monet a peint une trentaine de toiles. C'est peu si l'on compare à son séjour à Belle-île (38 toiles en trois mois. C'est beaucoup si l'on considère que sur ce nombre, plus de la moitié sont d'exceptionnelles réussites. »  En fait, Monet n'aime ni la foule, ni les manifestations foraines, ce qui expliquerait sa répugnance à l'égard de Paris. Il est conscient qu'un trottoir ne peut lui procurer l'état propice à la peinture. Déjà en 1971, il a peint une Vue du Pont-Neuf sous la pluie d'une fenêtre à l'étage d'un café du quai.
Deux ans après les Boulevard des Capucines, Monet est de nouveau au balcon, au  cinquième étage du 198 rue de Rivoli chez Victor Chocquet d'où il peint une série de Jardins des Tuileries.  C'est de là que Monet a peint plusieurs tableaux parmi lesquels Vue sur le jardin des Tuileries (1876), huile sur toile de 53,97 × 73,2 cm.
Et c'est encore de deux balcons qu'il peint en 1878 deux toiles : La Rue Montorgueil et La Rue Mosnier aux drapeaux. Deux balcons qu'il a emprunté à des habitants qu'il ne connaissait pas, mais auxquels il avait demandé la permission.

### Ouvrages utilisés pour les références
- Marianne Alphant, Claude Monet, une vie dans le paysage, Paris, Éditions Hazan, coll. « 35/37 », 1993, 710 p. (ISBN 978-2-85025-306-5).
- Sophie Monneret, L'Impressionnisme et son époque, vol. 2, t. 1, Paris, Robert Laffont, 1987, 997 p. (ISBN 978-2-221-05412-3).
- Sophie Monneret, L'Impressionnisme et son époque : dictionnaire international, vol. 2, t. II, Paris, Robert Laffont, 1987, 1185 p. (ISBN 978-2-221-05413-0).
- Daniel Wildenstein, Monet, catalogue raisonné, vol. IV, t. 2, Lausanne, Taschen/Wildenstein Institute, 1996, 359 p. (ISBN 3-8228-8759-5, BNF 36133478).
- Gérard Gengembre, Yvan Leclerc et Florence Naugrette, Impressionnisme et littérature, Mont-Saint-Aignan, Presses universitaires de Rouen et du Havre, 11 décembre 2012, 234 p. (ISBN 978-2-87775-558-0).
- (en) Sue Roe, The Private Lives of the Impressionists, New York, Vintage Books, 2007, 368 p. (ISBN 978-0-09-945834-0).
- (en) Collectif Meyon, Art, Paris Impressionists & Post-Impressionists : the ultimate guide to artists, paintings and places in Paris and Normandy, New York, Museyon, 2011, 328 p. (ISBN 978-0-9822320-9-5).